# Lieve van Kessel
Lieve van Kessel (Amsterdam, 17 september 1977) is een voormalig Nederlands hockeyspeelster.
Tussen 2001 en 2004 speelde Van Kessel 68 keer in het Nederlands team, waarbij ze 8 keer tot scoren kwam. In 2004 nam zij deel aan de Olympische Spelen van Athene, met een zilveren medaille als resultaat. Hierna nam ze afscheid van de nationale veldploeg. Het Nederlands dameszaalhockeyteam promoveerde in 2002, met Van Kessel opgesteld, naar de A-divisie middels winst in het "European Nations Trophy"-zaaltoernooi te Rotterdam. Zij speelde in totaal vijf zaalinterlands en was daarin vijfmaal trefzeker.
Haar hockeycarrière startte de aanvalster op de Hilversumsche Mixed Hockey Club. In een team verenigd met zussen Esther, Hedwig en Lijsbeth promoveerde van Kessel in 1997 met H.M.H.C. naar de Nederlandse hoofdklasse. In 1998 werd als kampioen van Midden-Nederland de Nederlandse zaalhockeytitel veroverd, door te Nijmegen titelverdediger Groningen in de finale met 4-3 terug te wijzen.
Vanaf de zomer van 1999 speelde van Kessel voor Hockeyclub 's-Hertogenbosch. Met deze club won zij in de periode 1999-2004 vijfmaal de landstitel en vijfmaal de Europa Cup I. Na één jaar vrijaf komt zij vanaf het seizoen 2005-2006 tot heden voor Pinoké uit.
In januari 2008 maakte zij als manager deel uit van het begeleidingsteam van het Nederlands dameszaalhockeyteam, dat brons veroverde op het EK Indoor te Almería, Spanje.

## Erelijst
- 1998 –  Nederlands kampioenschap zaalhockey
- 2002 –  Nederlands kampioenschap zaalhockey
- 2002 –  Champions Trophy
- 2002 –  Wereldkampioenschap
- 2003 –  Europees kampioenschap
- 2003 –  Champions Trophy
- 2004 –  Olympische Spelen

Minke Booij · 
Ageeth Boomgaardt · 
Chantal de Bruijn · 
Mijntje Donners · 
Miek van Geenhuizen · 
Sylvia Karres · 
Lieve van Kessel · 
Fatima Moreira de Melo · 
Eefke Mulder · 
Lisanne de Roever · 
Maartje Scheepstra · 
Janneke Schopman · 
Clarinda Sinnige · 
Minke Smabers · 
Jiske Snoeks · 
Macha van der Vaart ·
Coach: Marc Lammers